# グーニーズはグッド・イナフ
「グーニーズはグッド・イナフ」（原題：The Goonies 'R' Good Enough）は、1985年5月6日にリリースされたシンディ・ローパーの楽曲。同年6月7日公開の映画『グーニーズ』の主題歌。

## 概要
『グーニーズ オリジナル・サウンドトラック』にも楽曲が収録されているが、これに先駆けてシングル化された。映画の中では、ある部屋のテレビ画面でローパーが歌っているシーンが流れる。また、後述のように本作のミュージックビデオではローパーが映画の主要キャストと共演している。
話題作の主題歌ではあったが、全米チャート（Billboard Hot 100）では最高順位が10位とあまり振るわず、年間チャートでは100位以内に入らなかった。一方、日本ではオリコンチャートの最高順位が42位だが、ローパーの曲としては、1983年リリースの「ガールズ・ジャスト・ワナ・ハヴ・ファン」（発売当時の邦題は「ハイ・スクールはダンステリア」）に次ぐ売上2位となっている。
元々の曲名は「Good Enough」だったが、映画配給元のワーナー・ブラザースから「The Goonies ‘R’ Good Enough」に変更するよう頼まれ、押し切られる形で改題されたという。ローパーは自著の『トゥルー・カラーズ シンディ・ローパー自伝』（2012年刊行（日本では2013年））の中で「歌のタイトルを台無しにされたからすごく頭にきて何年も歌うことを拒絶した」と記している。
楽曲のリリース後、アルバムに再収録されない状況がしばらく続き、1994年リリースのベストアルバム『グレイテスト・ヒッツ』にも収録されなかったが、2003年リリースのコンピレーションアルバム『エッセンシャル・シンディ・ローパー』にようやく収録された。また、2014年リリースのアルバム『シーズ・ソー・アンユージュアル：30周年記念盤』には、日本版のみのボーナストラックとして本作が収録されている。

## トラックリスト
標準7インチシングル
1. "The Goonies 'R' Good Enough" – 3:27
2. "What a Thrill" – 3:00

アメリカとヨーロッパの12インチシングル
1. "The Goonies 'R' Good Enough" (Dance Re-Mix) – 5:25
2. "The Goonies 'R' Good Enough" (Dub Version) – 5:29

イギリスの12インチシングル
1. "The Goonies 'R' Good Enough" (Dance Remix) – 5:25
2. "The Goonies 'R' Good Enough" (Dub Version) – 5:29
3. "What a Thrill" – 3:00

## ミュージックビデオ

### 製作
『グーニーズ』で監督を務めたリチャード・ドナーは、「グーニーズはグッド・イナフ」のミュージックビデオも監督した。内容は2部構成になっており、パート1は1985年5月7日にMTVで放映され、パート2は映画公開日の同年6月7日に放映された。なお、のちに発売された『グーニーズ』のDVDなどには、2つのパートを1つに繋げて再編集した映像が収録されている。また、シンディ・ローパーの公式YouTubeチャンネルではパート1が公開されている。
作品内には、主演のローパーのほか、ローパーの実母のカトリーヌ、当時のローパーのマネージャーであるデヴィッド・ウルフ、映画の主要キャストである少年団「グーニーズ」のメンバー6人（ショーン・アスティン、ジョシュ・ブローリン、ジェフ・コーエン、コリー・フェルドマン、マーサ・プリンプトン、キー・ホイ・クァン）、映画の脚本を担当したスティーヴン・スピルバーグ、WWF所属のプロレスラー（ルー・アルバーノ、ロディ・パイパー、ウェンディ・リヒター、ファビュラス・ムーラ、コシロ・バジリ、ニコライ・ボルコフ、フレッド・ブラッシー、アンドレ・ザ・ジャイアント）、そして、当時まだ比較的無名だったガールズバンドのバングルスのメンバーが出演している。

### あらすじ

#### パート1
シンディ・ローパー演じるシンディは、両親が経営するガソリンスタンドで、家族のデイブ（デヴィッド・ウルフ）やウェンディ（ウェンディ・リヒター）とともに働いている。シンディの母親（カトリーヌ）はスタンドの客に無料提供するクッキーを焼いており、ウェンディはスタンドの外で野菜の調理を行っている。しかし、このスタンドは閉店の危機にあり、家族総出で店内の整理をしていた。そこへ、債権者の一団（ロディ・パイパー、フレッド・ブラッシー、コシロ・バジリ、ニコライ・ボルコフ）が現れ、スタンドを乗っ取ろうとする。シンディの父親（ルー・アルバーノ）は債権者のロディと口論になり、また、債権者の仲間と思しき貴婦人（ファビュラス・ムーラ）がウェンディの前に現れてこちらも口論となる。そうした中、部屋の整理をしていたシンディは、壁に掛けてあった先祖の老翁の肖像画の裏に洞窟の入り口があるのを発見し、その中に入る。
洞窟内部を探索するシンディは財宝のありかを示す地図を見つけ、その直後、同じ地図を持っているグーニーズの6人が現れて意気投合する。そこへ突然、海賊の一団（債権者の一団の演者たちによる二役）と緑色の顔を持つ魔女と思しき人物（カトリーヌによる二役）が現れ、グーニーズが海賊に捕らえられる。シンディはその場から逃げ出すが、丸太橋の上まで来たところで、海賊たちと魔女の間に挟まれてしまう。窮地に陥ったシンディは「スティーヴン・スピルバーグ、どうすればここから抜け出せるの？」と叫ぶ。すると場面は、このミュージックビデオを編集しているスピルバーグの編集室へと切り替わる。スピルバーグは編集機を止めて解決策を提示しようとするが思いつかず「わからない」とつぶやく。

#### パート2
囚われの身となったシンディとグーニーズは海賊船に連行される。海賊たちは魔女と数人の女海賊（バングルス）とともにパーティーを開き、シンディに食事の準備を強要する。一方、シンディを探しに洞窟に入っていたデイブとウェンディも捕らえられ、船のマストに縛り付けられる。シンディは一時、突然水中から現れた巨大なタコの触手に巻き付かれて身動きできなくなるが解放され、また、デイブとウェンディも縄をほどいて自由になると、魔女に背後から不意打ちし撃退する。その近くには大量の財宝が入った宝箱があり、デイブが財宝の一部を海賊たちに投げつけると海賊たちは財宝に群がり争い始める。その隙を見てシンディたちは船から脱出、シンディは残りの財宝を受け取り、グーニーズと別れる。
シンディはデイブとウェンディとともにガソリンスタンドに戻る。相変わらずスタンドの前にいる債権者たちに対してシンディは財宝を差し出しなだめようとするが、債権者たちは受け取りを拒否する。そこでシンディが口笛を吹くと、煙の中からアンドレ・ザ・ジャイアントが現れて債権者たちを撃退し、アンドレに追い詰められたロディは監督のリチャード・ドナーとスピルバーグに対して「ビデオはこんな終わり方をするはずじゃなかった」と叫び逃走する。危機が去り、シンディと家族たちはアンドレとともに喜び合う。

## チャート
| チャート（1985年）                          | 最高 順位 |
| ------------------------------------------- | --------- |
| オーストラリア (Kent Music Report)          | 8         |
| カナダ トップシングルス (RPM)               | 9         |
| イタリア (Musica e dischi)                  | 25        |
| メキシコ (HIT PARADE)                       | 8         |
| ニュージーランド (Recorded Music NZ)        | 22        |
| US Billboard Hot 100                        | 10        |
| US キャッシュボックスTop100                 | 14        |
| US Top40 (Gavin Report)                     | 10        |
| US Contemporary Hit Radio (Radio & Records) | 11        |
| 西ドイツ (GfK Entertainment charts)         | 49        |
| 日本 (オリコンチャート)                     | 42        |

| チャート（1985年）                 | 順位 |
| ---------------------------------- | ---- |
| オーストラリア (Kent Music Report) | 84   |
| カナダ トップシングルス (RPM)      | 85   |
| ペルー (HIT PARADE)                | 25   |
| US Top 40 (Gavin Report)           | 88   |

## カバー
- ニュー・ファウンド・グローリー - EP『From the Screen to Your Stereo』（2000年）に収録。
- 桃井はるこ - アルバム『桃井はるこ COVER BEST -カバー電車-』（2007年）に収録。
- Sweet Vacation - アルバム『Do the Vacation!!』（2007年）および『Cover the Vacation!!』（2010年）にそれぞれ別のバージョンを収録。
- 土岐麻子 - トリビュートアルバム『We Love Cyndi -Tribute to Cyndi Lauper-』（2008年）に収録、ベストアルバム『VOICE 〜WORKS BEST〜』（2010年）に再録。
- ラディカル・フェイス（英語版） - EP『Covers, Volume 1: "Lady Covers"』（2018年）に収録。

## 大衆文化における使用

### ゲームソフト
- グーニーズ（ホビーパソコン版（1985年、データソフト（英語版））、MSX版（1985年、コナミ）、ファミリーコンピュータ版（1986年、コナミ））
- グーニーズ2 フラッテリー最後の挑戦（1987年、コナミ）
- pop'n music 10（アーケードゲーム版のみ、2003年、コナミ）

### 番組
- ボブズ・バーガーズ（英語版） - アメリカのフォックス放送のテレビアニメ。2012年3月11日放送のシーズン2第1話「The Belchies」は『グーニーズ』をパロディにした内容で、エンドクレジットでは「グーニーズはグッド・イナフ」の替え歌「Taffy Butt」をローパー本人が歌唱しているものが流れる。なお、ローパーの息子がこのアニメのファンで、息子から歌うよう勧められたという[25]。
- それいけ! ゴールドバーグ家 - アメリカのABCのテレビドラマ。2014年3月14日放送のシーズン1第16話「Goldbergs Never Say Die!」[注 3]は『グーニーズ』に感化された主人公のアダムが冒険に出ようとするというエピソードで、作中で「グーニーズはグッド・イナフ」が流れる場面がある。